# (35151) 1993 FQ50
1993 FQ50 (asteroide 35151) é um asteroide da cintura principal. Possui uma excentricidade de 0.17838120 e uma inclinação de 2.25446º.
Este asteroide foi descoberto no dia 19 de março de 1993 por UESAC em La Silla.